# Alan Reed
Alan Reed, ursprungligen Herbert Theodore Bergman, född 20 augusti 1907 i New York, död 14 juni 1977 i Los Angeles, var en amerikansk skådespelare, mest berömd för att gjort Fred Flintas röst 1960–1977 i TV-serien Familjen Flinta. 
Reed tog journalistexamen vid Columbia University, men började därefter spela teater i New York och nådde till slut Broadway. Han kunde tala 22 olika utländska dialekter och gjorde karriär som radiopresentatör.
Han spelade mindre roller i filmer som Vilse (1946; The Postman Always Rings Twice) och Frukost på Tiffany's (1961).
Alan Reed gästskådespelade också i flera TV-serier som Min vän från Mars, Doktor Kildare, Familjen Addams och Läderlappen för att bara nämna några få.
Hans stora lycka kom dock i och med rollen som Fred Flinta (1960), en roll som han spelade under sex säsonger, en efterföljande långfilm och oräkneliga efterföljande TV-serier där figuren medverkade mer eller mindre. Det var också Reed som hittade på Freds favorituttryck Yabba-Dabba-Doo.

## Filmografi (urval)
- 1946 – Vilse
- 1952 – Viva Zapata!
- 1956 – Gangsterdetektiven
- 1959 – Tusen och ett äventyr (röst i animerad film)
- 1960–66 – Familjen Flinta (röst i animerad TV-serie)
- 1961 – Frukost på Tiffany's
- 1963 – Min vän från Mars, avsnitt The Awful Truth (gästroll i TV-serie)
- 1965 – Familjen Addams, avsnitt Cousin Itt Visits the Addams Family (gästroll i TV-serie)
- 1966 – Doktor Kildare (gästroll i TV-serie)
- 1966 – The Man Called Flintstone (röst i animerad film)
- 1967 – Läderlappen, avsnitt Penguin Sets a Trend (gästroll i TV-serie)
- 1971 – The Pebbles and Bamm-Bamm Show (röst i animerad TV-serie)
- 1972 – The Flintstone Comedy Hour (röst i animerad TV-serie)
- 1977 – Fred Flintstone and Friends (röst i animerad TV-serie)